# Scharnstein
Scharnstein (1848–1976 Viechtwang) – gmina targowa w Austrii, w kraju związkowym Górna Austria, w powiecie Gmunden. Leży w Salzkammergut.